# La noche oscura
La noche oscura is een Spaans-Franse dramafilm uit 1989 onder regie van Carlos Saura.

## Verhaal
In de koude winter van 1577 wordt Johannes door de karmelieten halfnaakt naar Toledo gebracht op de rug van muilezel. Ze willen hem voor een kerkelijke rechtbank slepen, omdat ze hem van ketterij verdenken.

## Rolverdeling
| Acteur             | Personage                |
| ------------------ | ------------------------ |
| Juan Diego         | Johannes van het Kruis   |
| Fernando Guillén   | Vailer                   |
| Manuel de Blas     | Prior                    |
| Francisco Casares  | Broeder José             |
| Fermí Reixach      | Broeder Gerónimo Tostado |
| Julie Delpy        | Maagd Maria              |
| Abel Vitón         | Broeder Jacinto          |
| María Elena Flores | Moeder-overste           |
| Adolfo Thous       | Broeder María            |